# خرابه‌های انجیر چم
خرابه‌های انجیر چم مربوط به هزاره اول است و در شهرستان آبیک، روستای زرچه بستان واقع شده و این اثر در تاریخ ۲۵ اسفند ۱۳۸۰ با شمارهٔ ثبت ۵۴۵۸ به‌عنوان یکی از آثار ملی ایران به ثبت رسیده است.